# Oliver Mattle
Oliver Mattle (* 31. Oktober 1978) ist ein österreichischer Fußballspieler. Aktuell ist er beim FC Dornbirn 1913 engagiert.

## Leben und Karriere
Mattle kam als Nachwuchsspieler von Schwarz-Weiß Bregenz zum Bundesnachwuchszentrum Vorarlberg. 1998 ging er wieder zu seinem Stammverein und kam in den Kader des damaligen österreichischen Zweitligisten Schwarz-Weiß Bregenz. 1999 – nach dem Aufstieg mit den Bregenzern – spielte er zum ersten Mal in der höchsten Spielklasse Österreichs. Obwohl er immer wieder mit starken Leistungen aufzeigte, war er bei SW Bregenz meistens nur Ersatzspieler und wechselte 2003 in die Regionalliga West zum SCR Altach. Mit den Altachern schaffte er von 2004 bis 2006 den Durchmarsch von der dritten in die erste Liga Österreichs. In der Saison 2009/10 spielte er beim Erstligisten FC Dornbirn. In der Saison 2010/11 spielte er für den FC Andelsbuch in der Vorarlbergliga.